# Monache passioniste
Le passioniste sono monache contemplative e costituiscono il ramo femminile della Congregazione della Passione di Gesù Cristo di san Paolo della Croce.
Con Decreto del 29 giugno 2018 della Sede Apostolica i monasteri hanno adottato la struttura giuridica di Congregazione.

## Storia

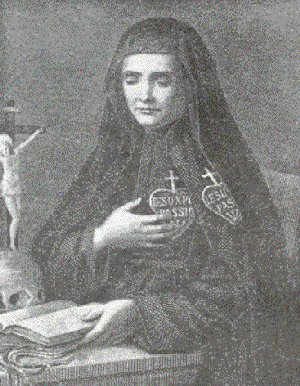
Maria Crocifissa di Gesù Costantini, cofondatrice delle monache passioniste

La prima idea di istituire un monastero femminile legato ai passionisti appartiene a Maria Agnese Grazi di Orbetello, figlia spirituale di Paolo della Croce. Paolo iniziò a progettare la fondazione del monastero nel 1754, ma per la mancanza dei fondi necessari la sua costruzione iniziò a Corneto solo nel 1759.
Per le religiose Paolo della Croce adattò le regole dei passionisti alla vita monastica: le regole furono approvate da papa Clemente XIV con breve del 3 settembre 1770.
Clemente XIV designò come prima superiora del monastero la duchessa Anna Maria Barberini, vedova Sforza-Cesarini, ma la nobildonna preferì ritirarsi tra le clarisse di Narni prima dell'inaugurazione della casa di Corneto; in sua vece fu scelta Maria Crocifissa di Gesù, al secolo Faustina Gertrude Costantini, già benedettina in Santa Lucia a Tarquinia, i cui famigliari avevano finanziato la costruzione del monastero.
La Costantini e le sue prime undici compagne entrarono in monastero il 3 maggio 1771. Il numero massimo delle monache era inizialmente limitato a dodici (per le scarse risorse economiche della comunità), ma fu poi alzato a 33 in omaggio agli anni di vita terrena di Gesù.
Pur essendo claustrali, alle passioniste era permesso ospitare donne per gli esercizi spirituali e insegnare il catechismo alle fanciulle, che potevano essere accolte nel monastero di giovedì e di domenica (tutti i giorni in tempo di quaresima) per lo spazio di circa tre quarti d'ora; non era loro consentito, invece, accettare educande (attività largamente praticata nei monasteri femminili).
Il monastero di Corneto fu soppresso dalle leggi napoleoniche nel 1810, ma fu il primo a essere ricostituito dopo il ritorno di papa Pio VII a Roma e fu reinaugurato il 30 giugno 1814.
Quello di Corneto rimase l'unico monastero di passioniste sino al 1872, quando venne aperta una nuova casa a Mamers, in Francia; da Mamers uscirono le religiose che fondarono un terzo monastero a Tielt, in Belgio, e nel 1910 la congregazione iniziò a espandersi anche fuori dal continente europeo con la fondazione di un monastero a Pittsburgh.

## Carisma e diffusione
Le passioniste sono legate ai religiosi del ramo maschile da un vincolo spirituale, per avere in comune il fondatore e il fine specifico di promuovere il culto della morte e passione di Gesù, ma non giuridico (i passionisti non hanno alcuna autorità sui monasteri). I monasteri sono autonomi (sui juris). Il governo della Congregazione delle monache della Passione di Gesù Cristo viene esercitato dal Capitolo generale (ogni sei anni), dalla Presidente secondo il diritto comune e dalle Costituzioni approvate dalla Santa Sede il 12 maggio 2020.
Al 2020 i monasteri passionisti sono presenti in Brasile, Colombia, Corea del Sud, Filippine, Giappone, Indonesia, Italia, Messico, Regno Unito, Spagna, Stati Uniti.
Alla fine del 2019 le passioniste contavano 285 religiose e 35 monasteri.